# ژیل کارپونتیه
ژیل کارپونتیه (به فرانسوی: Gilles Carpentier) نویسنده و ویراستار قرن بیستم میلادی اهل فرانسه است.